# Bolchoïe Soldatskoïe
Bolchoïe Soldatskoïe (en russe : Большое Солдатское) est un village et chef-lieu du selsoviet de Bolchoïe Soldatskoïe et du raïon de Bolchoïe Soldatskoïe dans l'oblast de Koursk, en Russie. Sa population s'élevait à 2 699 habitants au recensement de 2021.

## Géographie
Le village de Bolchoïe Soldatskoïe se situe dans l'oblast de Koursk, un oblast de la partie européenne de la Russie. Le village fait partie du raïon de Bolchoïe Soldatskoïe, dont il est le centre administratif, ainsi que du selsoviet de Bolchoïe Soldatskoïe, une municipalité dont il est aussi le comme chef-lieu.

## Démographie
Recensements (*) et estimations de la population :
| 2002 * | 2010* | 2021* | - |
| ------ | ----- | ----- | - |
| 2 708  | 2 681 | 2 699 | - |